# ライトクルセイダー
『ライトクルセイダー』 (Light Crusader)は、1995年5月25日に日本のセガから北米にて発売されたメガドライブ用アクションロールプレイングゲーム。日本国内では同年5月26日に発売された。
主人公のデビッド・ランダーを操作し、隣国グリーンロッド国で発生した人々が行方不明になる事件の調査および事件の裏で暗躍する悪魔たちを倒す事を目的としている。斜め45度からのクォータービュー視点によって表現された3D空間が舞台となっている事を特徴としている。
開発はトレジャーが行い、プログラムはメガドライブ用ソフト『マクドナルド トレジャーランド アドベンチャー』（1993年）を手掛けた石田和彦および前川正人、音楽はメガドライブ用ソフト『幽☆遊☆白書 魔強統一戦』（1994年）を手掛けた畑亜貴が担当している。また、本作はトレジャーがメガドライブ用に開発したゲームの最終作となった。
2004年にセガゲーム本舗の1作としてWindows用ソフトにて発売された他、2007年にWii用ソフトとしてバーチャルコンソールにて配信、2011年にはWindows用ソフトとしてSteamにて配信された。

## ゲーム内容

### システム
同ハードで発売された『ランドストーカー 〜皇帝の財宝〜』（1992年）と同じく斜め45度のクォータービュー視点によって3Dを表現する。画面上部にはプレイヤーのLIFE、魔法の残り使用回数、敵のLIFEが表示される。フィールドは城下町のある地上フロアとダンジョンが広がる地下フロアで構成されている。エリア間の行き来は階段で行う。ゲームの最大のポイントは様々なパズルである。スイッチや爆発物で開く扉、空中に浮遊する床などのからくりを通るため、知恵をひねることと上手な操作が必要である。トラップ解除に失敗しても部屋を出ればやり直せる。また、各フロアには回復ポイントとセーブポイントが点在しており、冒険の助けとなってくれる。
8方向レバーで上下左右斜めに移動、3ボタンで魔法・攻撃・ジャンプを行う。スタートボタンを押すとメニュー画面が表示される。メニュー画面ではアイテムの使用と装備の変更、魔法のセット、マップの確認、ゲーム環境の設定を行える。また、LIFEと所持金、プレイ時間を確認できる。
アイテムはINVENTORYから使用する他、設定の「AUTO ITEM USE」をONにした場合、LIFEが一定になると自動的にアイテムを消費して回復する。アイテムは豊かで、秘密のアイテムもある。装備は武器(WEAPONS)、防具(ARMOUR)、こて(GLOVES)の3種類がある。本作には他RPGで言うレベルの概念がないため、プレイヤーの攻撃力・防御力は装備品の性能によって決まる。魔法は4種類のエレメント（空、地、火、水）の基本魔法を組み合わせる事で、15種類の魔法を使える。魔法の組み合わせは後述を参照。

### 魔法の組み合わせ
単体使用
- WIND … 「空」の基本攻撃魔法。
- FIRE … 「火」の基本攻撃魔法。
- EARTHQUAKE … 「地」の基本攻撃魔法。敵全体にダメージを与えられるが、空にいる敵には無効。
- HEAL … 「水」の基本回復魔法。

2種類
- FIREWIND … 「空」+「火」の攻撃魔法。
- THUNDER … 「空」+「地」の攻撃魔法。
- ICE … 「空」+「水」の攻撃魔法。敵を凍らせて一定時間動きを止める効果がある。
- METEOR … 「火」+「地」の攻撃魔法。
- CURE … 「火」+「水」の状態回復魔法。
- GUARDIAN … 「地」+「水」の防御魔法。

3種類
- NEEDLECRACK … 「空」+「火」+「地」の攻撃魔法。レーザーを放つ。
- CONFUSE … 「空」+「火」+「水」の攻撃魔法。火の玉を放つ。
- TURN UNDEAD … 「空」+「地」+「水」の攻撃魔法。アンデッドモンスターを無に帰す。
- SHIELD … 「火」+「地」+「水」の防御魔法。

4種類
- JUDGEMENT … 全てのエレメントを組み合わせた最強の攻撃魔法。

## ストーリー
王国で一番の勇士デビッド・ランダーは戦いに疲れ、王様の薦めもあって休暇を取るため、隣国グリーンロッド国へ向かった。しかし、デビッドが目にしたのは不安にかられた人々の姿だった。思い切って隣国のウェーデン王に話を聞いたデビッドは、人々が行方不明になるという事件を聞き、ウェーデン王の要請で事件の調査をはじめる。やがてデビッドは事件の裏で策動する悪魔たちの存在を知る。

## 移植版
| No. | タイトル                                       | 発売日                                           | 対応機種                                           | 開発元                | 発売元                             | メディア | 型式                                                                           | 備考                                                      | Ref.                    |
| --- | ---------------------------------------------- | ------------------------------------------------ | -------------------------------------------------- | --------------------- | ---------------------------------- | --- | ------------------------------------------------------------------------------ | --------------------------------------------------------- | ----------------------- |
| 1   | ライトクルセイダー                             | 2004年3月5日                                     | Windows                                            | トレジャー            | セガ・ミュージック・ネットワークス | ダウンロード （セガゲーム本舗）                                                                                          | -                                                                              |                                                           | [ 1 ] [ 2 ]             |
| 2   | ライトクルセイダー                             | 2007年11月13日 2007年12月31日 2007年12月7日      | Wii                                                | トレジャー            | セガ                               | ダウンロード （バーチャルコンソール）                                                                                    | MAFJ MAFE MAFP                                                                 | 日本では2019年1月31日配信・販売終了                       | [ 3 ] [ 4 ]             |
| 3   | Light Crusader                                 | INT 2011年1月26日                                | Windows                                            | トレジャー            | セガ                               | ダウンロード (Steam) | 71119                                                                          |                                                           |                         |
| 4   | Sega Mega Drive Classics Collection Vol. 4     | 2011年2月4日                                     | Windows                                            | セガ                  | セガ                               | CD-ROM | -                                                                              |                                                           |                         |
| 5   | Sega Genesis Classic Collection - Gold Edition | 2011年3月15日 2011年3月18日                      | Windows                                            | セガ                  | セガ                               | DVD-ROM | -                                                                              |                                                           |                         |
| 6   | Sega Genesis Classic Collection                | INT 2011年3月25日                                | Windows                                            | セガ                  | セガ                               | ダウンロード (Steam) | -                                                                              |                                                           |                         |
| 7   | Sega Genesis Classics                          | 2018年5月29日 Switch 2018年12月7日 2018年12月6日 | Linux macOS PlayStation 4 Xbox One Nintendo Switch | d3t セガ              | セガ                               | ダウンロード (Steam、PlayStation Store、 Microsoft Store、 ニンテンドーeショップ) BD-ROM Nintendo Switch専用ゲームカード | PS4: CUSA-10828 CUSA-09771 XBO: INL-SE10663080 Switch: HAC-P-AQGKB HAC-P-AQGKA | -                                                         |                         |
| 8   | Light Crusader                                 | 2019年9月19日                                    | メガドライブ ミニ                                  | エムツー （移植担当） | セガゲームス                       | プリインストール | -                                                                              | 本体にあらかじめ収録された42作品の1作。日本版には未収録。 |                         |
| 9   | セガ メガドライブ for Nintendo Switch Online   | 2022年3月17日                                    | Nintendo Switch                                    | 任天堂 エムツー       | 任天堂                             | ダウンロード | -                                                                              |                                                           | [ 5 ] [ 6 ] [ 7 ] [ 8 ] |

## スタッフ
- メイン・プログラマー：石田和彦
- プログラマー：前川正人
- サポーター：ふじたけいじ
- キャラクター・アート、背景アート：H.IUCHI 9（井内洋）
- キャラクター・アート：OGINON（荻野誠）、進藤要、KAFUICHI（木村幸一）
- サウンド・ディレクター：鈴木勝彦
- 音楽：畑亜貴
- 効果音：村田智

## 評価
- ゲーム誌『ファミコン通信』の「クロスレビュー」では、6・8・7・6の合計27点（満40点）、『メガドライブFAN』の読者投票による「ゲーム通信簿」での評価は以下の通りとなっており、21.7点（満30点）となっている。

| 項目 | キャラクタ | 音楽 | お買得度 | 操作性 | 熱中度 | オリジナリティ | 総合 |
| 得点 | 3.7        | 3.7  | 3.4      | 3.7    | 3.7    | 3.5            | 21.7 |
- ゲーム本『メガドライブ大全』（2004年、太田出版）では、地下迷宮には立体的な仕掛けが多く謎解きはパズルのようになっているとした上で、グラフィックや難易度の高さから洋ゲーのようであると指摘、しかし理不尽な難易度ではなく「努力次第で乗り越えられる難易度」を維持している事に関して称賛、さらに同ジャンルで高難易度を誇る『ウィザード・オブ・イモータル』（1993年）と大きな違いがあると総括した。